# Астра 1G
Астра 1G — европейский телекоммуникационный спутник компании SES. Предназначается для ретрансляции радио- и телепрограмм в аналоговом и цифровом форматах.

## Характеристики
- Ракета-носитель: «Протон»
- Стабилизация: по трём осям
- Количество транспондеров: 22
- Мощность транспондера: 100 Вт
- ЭИИМ в центре пучка: 52 дБВт
- Ширина полосы транспондера: 26 МГц
- Рабочий диапазон: 12,5…12,75 ГГц

## Зона покрытия
Европа. В частности, в Москве  был возможен приём программ, транслируемых с этого спутника.

История
Первоначально находился на позиции 19,2°E. Затем последовательно эксплуатировался  на точках стояния 23.5°E ( с февраля 2009 г.), 31.5°E ( с июля 2010 г.), 60°E ( с лета 2014 г.) , 63°E ( с ноября 2016 г.), 51°E ( с августа 2017 г.), 57°E ( с августа 2018 г.), 63°E ( с августа 2019 г.), 19.2°E ( с февраля 2021 г.). Выведен из эксплуатации в июне 2023 года. Позицию 31.5°E с лета 2014 г. по лето 2023 г. занимал спутник Astra 5B,  который часто обозначали как Astra 1G.